# 西ヌプカウシヌプリ
西ヌプカウシヌプリ（にしヌプカウシヌプリ）は、北海道の河東郡鹿追町にある標高1,251mの山である。

## 概要
新期然別火山群を構成する溶岩ドームの火山である。東ヌプカウシヌプリと共にヤンベツ川を堰き止め然別湖を形成した。風穴が形成された岩塊斜面があり、地下からは現時点で日本一古い約4000年前の氷を含む永久凍土が発見されているが、外から見る手段はない。
山名の由来はアイヌ語で「野原の上にいらっしゃる山」という意味がある。

## 登山
駐車場がある扇ヶ原展望台の近くに登山口がある。登山口にも小さな駐車スペースがある。登山道は直登する道であり、山頂手前の平坦部（西ヌプカウシヌプリ前岳）までは急登が続く。山頂手前の斜面はガレ場がある。